# رنين مهادي قشري متكرر
الرنين المهادي القشري المتكرر هو إحدى ظواهر النشاط العصبي التذبذبي الملحوظة بين المهاد والمناطق القشرية الأخرى في الدماغ. اقترح رودولفو ليناس وغيره الرنين المهادي القشري المتكرر كنظرية لتكامل المعلومات الحسية في إدراك كلي واحد في الدماغ. تنظر النظرية إلى التذبذب المهادي القشرية باعتباره آلية المزامنة بين المناطق القشرية المختلفة في الدماغ، إذ تُعرف هذه العملية باسم الربط الزمني. يمكن تحقيق ذلك من خلال وجود الشبكات المهادية القشرية، التي تمثل مجموعات من الخلايا المهادية والقشرية ذات الخصائص التذبذبية.
يشمل التذبذب القشري المهادي الإطلاق المتزامن للعصبونات المهادية والقشرية في ترددات محددة؛ في النظام المهادي القشري، تعتمد الترددات الدقيقة على حالة الدماغ القائمة والنشاط العقلي الجاري. ترتبط الترددات السريعة في نطاق غاما مع الكثير من التفكير الواعي والمعرفة النشطة. يعمل المهاد في هذا النظام كبوابة المدخلات الحسية إلى القشرة المخية بالإضافة إلى موقع الارتجاع من الخلايا الهرمية القشرية، ما يشير إلى دوره في معالجة الإدراك الحسي إلى جانب وظيفته في توجيه تدفق المعلومات. تسبب حالة الدماغ، سواء في الحالة الواعية، أو في نوم الريم أو في نوم حركة العين غير السريعة، تغيرات على كيفية دخول المعلومات الحسية عبر المهاد.

## التذبذبات المهادية
تبدأ الحلقة المهادية القشرية بالخلايا المهادية التذبذبية. تستقبل هذه الخلايا كلا المدخلات الحسية الواردة من الجسم والمدخلات الحسية القادمة من المسارات الارتجاعية في الدماغ. بعبارة أخرى، تعمل هذه الخلايا على تكامل هذه المدخلات المتعددة من خلال تغيير خصائصها التذبذبية المتأصلة استجابة لزوال الاستقطاب الناجم عن هذه المدخلات العديدة. تظهر الخلايا «تي سي» تذبذبات غاما عند زوال استقطابها إلى أكبر من -45 ميلي فولت، ويرتبط تردد التذبذبات مع درجة إزالة الاستقطاب. تنتج هذه التذبذبات عن تنشيط قنوات الكالسيوم من النوع «بّي/كيو» التسريبية الموجودة في تغصنات هذه الخلايا. نظرًا إلى خصائص القنوات التسريبية، قد يحدث أيضًا تذبذب تلقائي متأصل بشكل مستقل عن أي مدخلات إيقاعية، لكن ما تزال نتائج هذه القدرة غير معروفة تمامًا، إذ قد تمثل مجرد ضوضاء خلفية في الحلقة المهادية القشرية.
توفر القشرة المخية معلومات ارتجاعية إلى المهاد من خلال الارتباط مع تغصنات هذه الخلايا المهادية القشرية وتعمل كمصدر للتذبذبات المهادية المستمرة. يستند السلوك التذبذبي إلى السلوك الواعي / غير الواعي للدماغ. يكشف تخطيط كهربية الدماغ وجود تذبذبات نطاق غاما بشكل واضح بما يقارب 20-50 هرتز أثناء التفكير النشط.

## العلاقة مع نشاط الدماغ
يُعتقد أن التذبذبات المهادية القشرية مسؤولة عن مزامنة النشاط العصبي بين المناطق المختلفة من القشرة المخية، ومرتبطة مع ظهور نماذج معينة من الحالات العقلية بالاعتماد على نطاق التردد الخاص بالنشاط التذبذبي السائد، إذ ترتبط تذبذبات غاما مع التركيز الانتقائي الواعي على المهام، والتعلم (الإدراكي الحسي والارتباطي) والذاكرة قصيرة الأمد. استُخدم تخطيط الدماغ المغناطيسي (إم إي جي) في كشف حدوث النشاط الكهربائي الترددي لنطاق غاما والرنين المهادي القشري بشكل سائد أثناء الإدراك الواعي في الدماغ لدى البشر.

### الرؤية
تقع النواة الركبية الوحشية، التي تمثل مركز النقل الرئيسي من العصبونات الحسية في العينين إلى القشرة المخية البصرية، في النواة وتتميز بخصائص تذبذبية مهادية قشرية، مشكلة حلقة ارتجاع بين المهاد والقشرة المخية البصرية. يمكن ملاحظة دور المدخلات الحسية في تعديل الأنماط التذبذبية للنشاط المهادي القشري في حالة اليقظة. بالنسبة إلى الرؤية، يؤدي التنبيه الناجم عن المصادر الضوئية إلى تغيرات مباشرة في سعة التذبذبات المهادية القشرية وفقًا لقياسات «إي إي جي».

### النوم
تُعتبر التذبذبات المهادية القشرية لموجة غاما سائدة خلال نوم الريم، كما هو الحال في الدماغ النشط اليقظ. مع ذلك، تتعرض المدخلات الحسية للكبح أو المنع من التدخل في النشاط الأساسي للدماغ أثناء الريم. لا تظهر القياسات الإشارات الكهربائية السائبة في الدماغ باستخدام «إم إي جي» أي تأثير للتنبيهات السمعية على أنماط موجة غاما؛ تظهر القياسات على الأفراد الواعيين درجة مميزة من التعديل ناجمة عن المدخلات السمعية. نتيجة لذلك، يعمل النظام المهادي القشري على حماية الدماغ من المنبهات الخارجية خلال نوم الريم.
يختلف نوم حركة العين غير السريعة (إن آر إي إم) عن نوم حركة العين السريعة في نشاط غاما الذي لا يبقى سائدًا، إذ يتناقص ليترك المجال أمام التذبذبات منخفضة التردد. على الرغم من إمكانية كشف النشاط الكهربائي عند ترددات غاما بين الحين والآخر في نوم العين غير السريعة، إلا أنه غير متواتر ويظهر على شكل دفقات. يُعتبر الهدف الدقيق من ظهور ترددات غاما في نوم حركة العين غير السريعة غير مفهوم. لُوحظ استمرار وجود النشاط التذبذبي المهادي القشري في نوم حركة العين غير السريعة، لكن تتراوح الترددات الإجمالية من النطاق البطيء (<1 هرتز)، إلى دلتا (1-4 هرتز) إلى تيتا (4-7 هرتز). لُوحظ أيضًا وجود تذبذب تيتا المتزامن في الحصين خلال نوم حركة العين غير السريعة.

### تذبذبات ألفا والانتباه
لا تُعتبر تذبذبات نطاق غاما الإيقاعات الوحيدة المرتبطة مع التفكير والنشاط الواعيين. لُوحظ وجود تذبذبات مهادية قشرية للتردد ألفا في القشرة المخية القذالية الجدارية لدى البشر. قد ينشأ هذا النشاط من العصبونات الهرمية في الطبقة IV. ثبت وجود ارتباط بين إيقاعات ألفا وتركيز الانتباه لدى الفرد: يؤدي التركيز الخارجي على المهام البصرية إلى انخفاض نشاط ألفا بينما يسبب التركيز الداخلي مثل التركيز في مهام الذاكرة العاملة الثقيلة زيادة في ترددات ألفا. يعاكس هذا الترددات التذبذبية لموجة غاما التي تظهر في مهام التركيز الانتقائي.